# Max Müller (Fußballspieler, 1994)
Max Müller (* 16. Mai 1994) ist ein deutscher Fußballspieler.

## Karriere
Müller begann seine Karriere beim Karlsruher SC. 2012 wechselte er zum SV Sandhausen, wo er 2013 erstmals im Kader der Zweitliga-Profimannschaft stand, dort jedoch nie zum Einsatz kam und nur für die Reservemannschaft spielte. 2015 wechselte er nach Österreich zum Zweitligisten SV Austria Salzburg. Dort bestritt er im Laufe der Saison 20 Ligaspiele, stieg jedoch im Sommer 2016 mit dem Verein in die Regionalliga ab. Müller verließ daraufhin den Verein und schloss sich im August 2016 dem englischen Viertligisten Wycombe Wanderers an. Verletzungsbedingt kam er dort erst im Januar 2017 zum Einsatz und bestritt bis zum Ende der Saison insgesamt neun Ligaspiele. Im Juli 2017 wurde er an den Ligakonkurrenten FC Morecambe ausgeliehen. Nach Saisonende kehrte Müller nach Deutschland zurück und schloss sich dem Südwest-Regionalligisten FC-Astoria Walldorf an.